# 王予符
王予符（？—？），山東省青州府益都縣人，清朝政治人物、同進士出身。
光緒十五年（1889年），参加光緒己丑科殿試，登進士三甲118名。同年五月，著交吏部掣签，分发各省以知县即用。